# Lockheed SR-71 Blackbird
Lockheed SR-71 Blackbird var et avanceret, langtrækkende, strategisk rekognosceringsfly, der kunne flyve Mach 3,2 og udviklet fra flytyperne Lockheed A-12 og YF-12A fly fra Lockheeds Skunk Works. SR-71 blev uofficielt kaldet Blackbird, men havde flere øgenavne. Flyet kaldtes også Lady in black, og Habu, efter en art af hugorm på øen Okinawa. Clarence Johnson var ansvarlig for mange af flydesignets innovative koncepter.. Flyet var opbygget af 85 % titan pga. friktionsvarmen.

Et af flyets defensive træk var den høje hastighed og flyvehøjde. Blev den angrebet af et jord til luft-missil, var flyets undvigemanøvre, simpelthen at accelerere. SR-71 flyene var i tjeneste fra 1966 til 1998, hvor 12 af disse 32 fly, blev ødelagt i ulykker, men ingen gik tabt pga. fjendtlig handling. Flyet satte en række hastigheds- og højderekorder i 1970'erne.Den 1. september 1974, fløj SR-71 fra New York til London på 1 time, 54 minutter, 56 sekunder, og slog derved den tidligere trans-atlantiske hastighedsrekord med næsten tre timer. Det samme fly vendte tilbage til USA, den 13. september 1974, og satte endnu en hastighedsrekord på 3 timer, 47 minutter, 36 sekunder for de 8.790 km fra London til Los Angeles. Under denne tur fløj det hurtigere end Jordens rotation, og landede ca. 4 timer, før det tidspunkt på dagen, det lettede på.